# Weird fiction

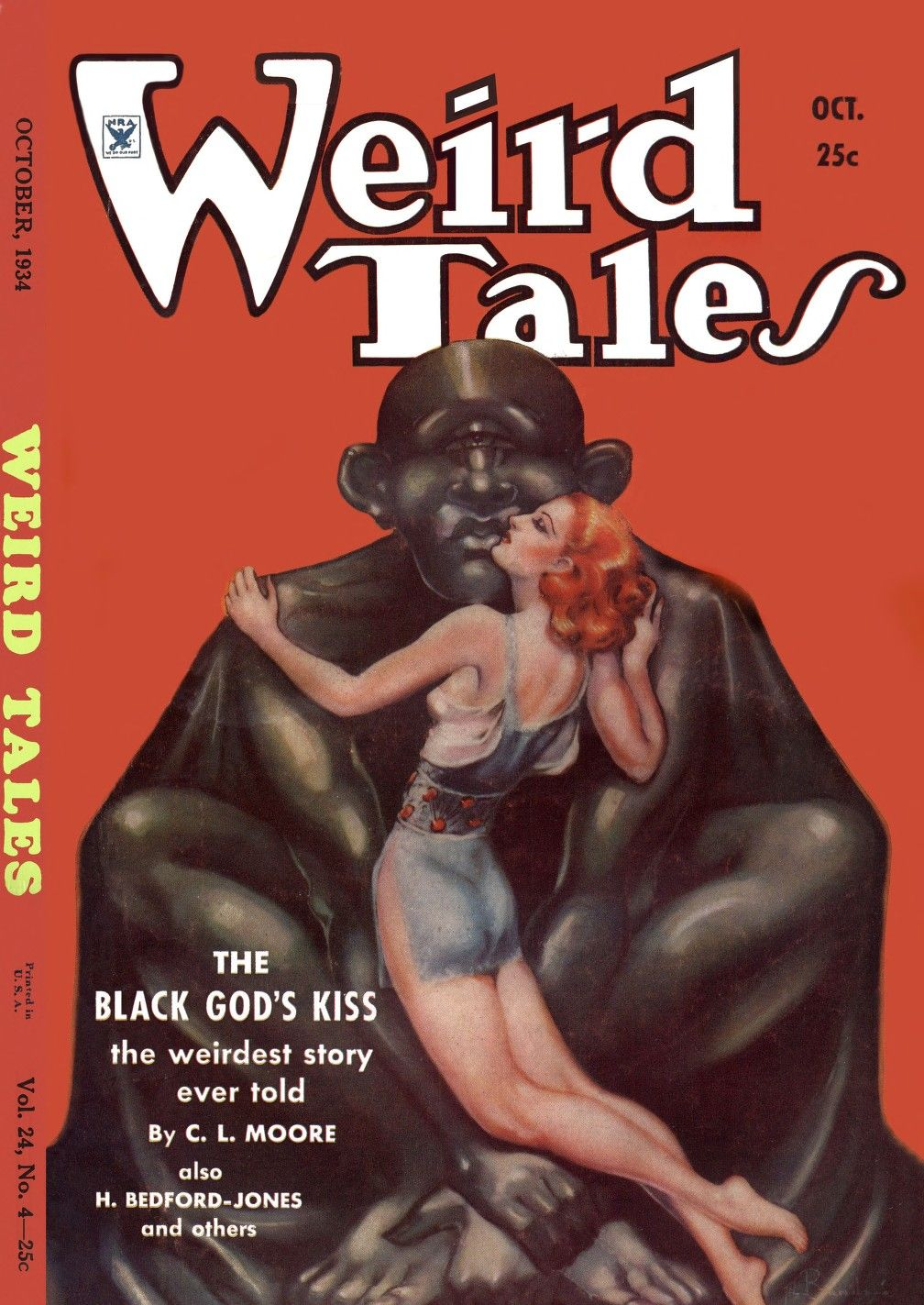
Obal pulpového magazínu Weird Tales (Říjen 1934)

Weird fiction je podžánr spekulativní fikce snažící se o propojení sci-fi, fantasy a horroru. Žánr se vyvíjel od konce 19. století až do začátku století 20. Hranice weird fiction nejsou pevně stanoveny, proto se v dílech promítají i nadpřirozená témata, mýty či prvky duchařských historek. Nejznámějšími autory tohoto žánru jsou H. P. Lovecraft, William Hope Hodgson, Lord Dunsany, Clark Ashton Smith a další. Tito autoři často publikovali své práce v pulp magazínech.
Ačkoliv tento termín je nejčastěji spojován s knihami publikovanými ve 30. letech 20. století, v 80. letech byl využíván také pro díla tzv. slipstream fiction.

## Historie
H. P. Lovecraft převzal tento termín od Josepha Sheridana Le Fanu a žánr vymezil v eseji „Supernatural horror in literature“. Pulp magazín Weird Tales publikoval tyto povídky od dubna 1923 do září 1954. H. P. Lovecraft byl jeden z mála autorů 20. století, který označoval svou práci jako weird fiction; tento pojem se později vrací díky autorům hnutí New Weird.

## New Weird
Tímto pojmem jsou označování autoři, kteří přejímají postupy čtenářsky náročné literatury a kombinují je s prvky weird fiction. Tento pojem poprvé použil John Harrison. Hnutí funguje od počátku 21. století. Nejvýraznějšími osobnostmi tohoto směru jsou v současné době Ian Mac Leod, Stephen Swainstoneová, Jeff VanderMeer a China Miévile.

## Autoři
Autoři jsou seřazeni abecedně podle příjmení a období, ve kterém působili.

### Před rokem 1940
- Rjúnosuke Akutagawa
- E. F. Benson
- Ambrose Bierce
- Algernon Blackwood
- Robert W. Chambers
- F. Marion Crawford
- Walter de la Mare
- Lord Dunsany
- E. R. Eddison
- C. M. Eddy, Jr.
- Stefan Grabiński
- L. P. Hartley
- W. F. Harvey
- William Hope Hodgson
- E. T. A. Hoffmann
- Robert E. Howard
- Carl Richard Jacobi
- M. R. James
- Franz Kafka
- Rudyard Kipling
- Alfred Kubin
- Sheridan Le Fanu
- H. P. Lovecraft
- Arthur Machen
- Guy de Maupassant
- Daphne du Maurier
- Abraham Merrit
- Oliver Onions
- Thomas Owen
- Edgar Allan Poe
- Jean Ray
- Saki
- Sarban
- M. P. Shiel
- Clark Ashton Smith
- Bram Stoker
- Evangeline Walton

### 1940–1980
- Robert Aickman
- Robert Bloch
- Jorge Luis Borges
- Ray Bradbury
- Julio Cortázar
- Shirley Jackson
- Manly Wade Wellman

### Od 1980
- Laird Barron
- Brian Evenson
- Jeffrey Ford
- M. John Harrison
- Caitlín R. Kiernan
- T. E. D. Klein
- Thomas Ligotti
- Kelly Link
- China Miéville
- Sofia Samatar
- Enrico Teodorani
- Jeff VanderMeer